# Університет Юти

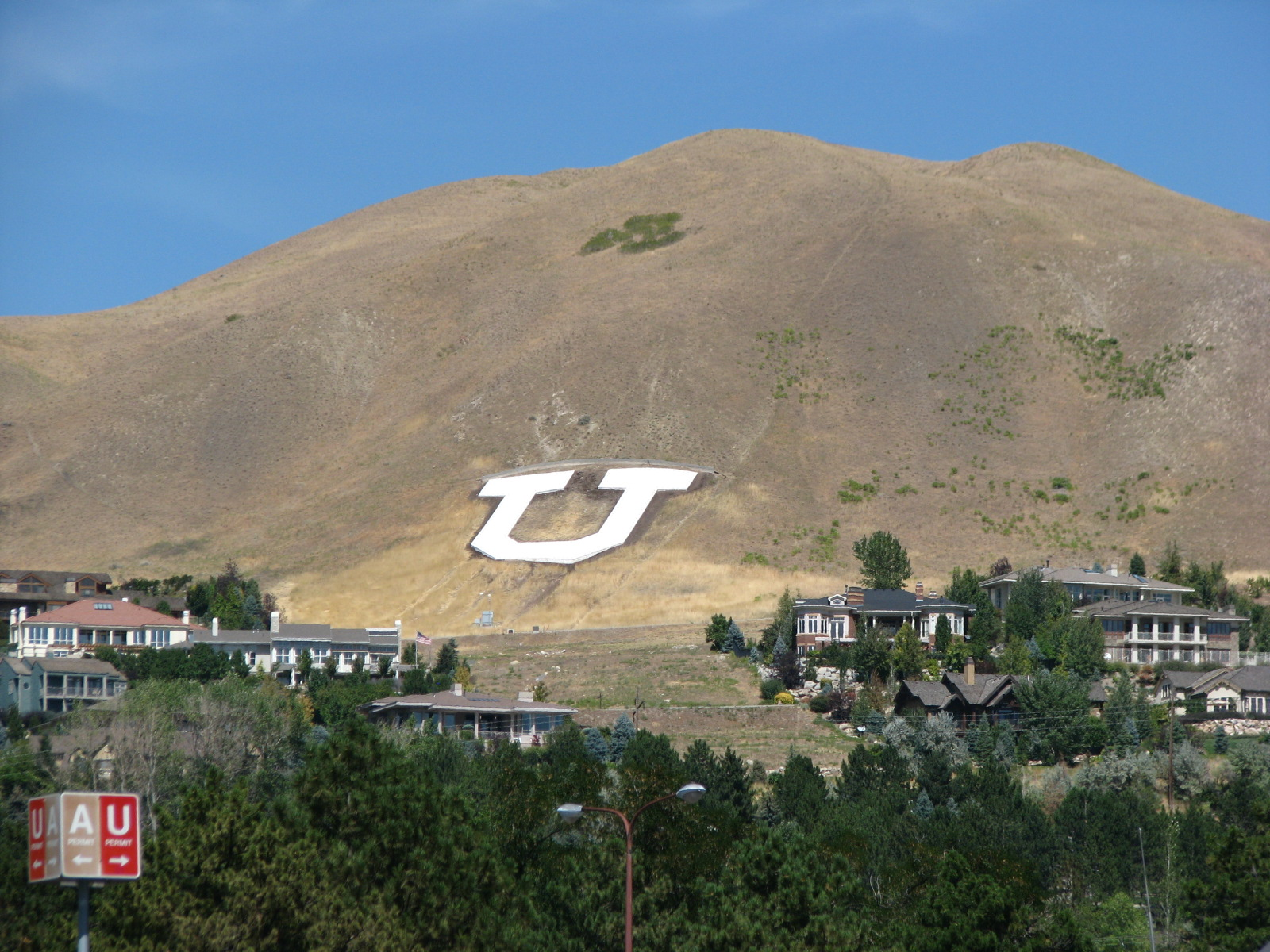

Університет Юти (англ. University of Utah, дез. 𐐏𐐭𐑌𐐲𐑂𐐲𐑉𐑅𐐮𐐻𐐨 𐐲𐑂 𐐏𐐭𐐻𐐫, часто скорочують до UofU, вимовляється Ю-оф-Ю) — найбільший вищий навчальний заклад штату Юта, США. Згідно Шанхайському рейтингу вишів займає 79 місце у світі. Знаходиться в Солт-Лейк-Сіті, столиці штату Юта.
Був створений 28 лютого 1850 року і спочатку мав назву Університет Дезерет (англ. University of Deseret), бо був заснований Генеральною Асамблеєю тимчасового штату Дезерет (англ. State of Deseret). Першим керуючим Університету був призначений Орсон Спенсер (англ. Orson Spencer). У перші роки існування університет зіткнувся з великими матеріальними труднощами та нестачею абітурієнтів, через що був закритий у 1853 році. Проте в 1867 році відродив свою діяльність під керівництвом Девіда О. Калдера (англ. David O. Calder) як Університет Юти.
Сучасний університетський кампус розташовується на 607 гектарах у центрі міста. Університет має у своєму розпорядженні всю спортивну інфраструктуру, створену до Зимових Олімпійських Ігор в Солт-Лейк-Сіті в 2002 році.
На сьогодні в університеті навчається близько 28 000 студентів, близько 2 000 з яких — іноземці. Університет пропонує широкий вибір академічних програм, включаючи топові програми з бізнес-адміністрування та інженерії і разом з Массачусетським Технологічним інститутом займає 1 місце у сфері науково-дослідних розробок.
Співробітники факультету біомедичної інженерії університету відзначені Нобелівською премією. Загалом двадцять два стипендіати Роудса, чотири лауреати Нобелівської премії, три лауреати премії Тьюрінга, вісім стипендіатів Макартура, різні лауреати Пулітцерівської премії, два астронавти, стипендіати Гейтса Кембриджа та стипендіати Черчілля були пов’язані з університетом як студенти, дослідники або викладачі протягом його історії.

## Відомі випускники
- Левіна Єлизавета Йосипівна (нар. 1974) — американська фахівчиня в галузі математики і статистики.